# Eugène Ducretet

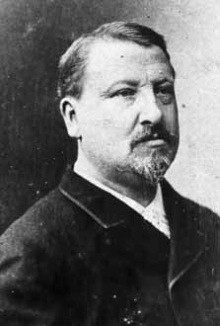
Eugène Ducretet, um 1895

Eugène Adrien Ducretet (* 27. November 1844 in Paris; † 1915 ebenda) war ein französischer Erfinder und Industrieller. 

## Frühe Jahre
Sein Vater war Kaufmann und hatte für ihn denselben Beruf vorgesehen, jedoch zeigte Ducretet mehr Interesse an technischen und naturwissenschaftlichen Vorgängen. Bereits im Alter von 13 Jahren besuchte er die Werkstätten des Konstrukteurs Froment, wo er die Grundzüge der Mechanik und Elektrizität erlernte. Mit 20 Jahren gründete er eine eigene Werkstatt, in der er zunächst Präzisionsinstrumente für die Forschung und Industrie herstellte. Durch die gute Qualität seiner Produkte belieferte er nach und nach die bedeutendsten Physiker seiner Zeit im In- und Ausland.

## Höhepunkte seiner Karriere
Im weiteren Verlauf seiner Karriere meldete er zahlreiche Patente an und entwickelte beispielsweise einen Gasverflüssiger, ein Gerät zur Aufzeichnung der Signale der damals noch in Betrieb befindlichen optischen Telegrafen und im Jahre 1895 einen Röntgen-Apparat, nur einen Monat nach der Entdeckung der Röntgenstrahlen. Für Krankenhäuser baute er später beleuchtete Sonden und Röntgengeräte. Ab 1885 war er Ritter der Ehrenlegion. 
Im November 1897 machte er die ersten Versuche mit drahtlosen Übertragungen (französisch: TSF – Transmission sans fil) zwischen seiner Werkstatt in Paris in der Rue Claude Bernard und dem 400 m entfernten Panthéon. Diese Experimente wurden auch dem Staatspräsidenten Félix Faure vorgeführt. Aufsehen erregte er, als er am 5. November 1898 vor Vertretern der Académie des sciences eine öffentliche Demonstration einer drahtlosen Nachrichtenübertragung durchführte zwischen der dritten Plattform des Eiffelturms und dem knapp 4 km entfernten Panthéon. Anschließend kaufte die russische Marine ihre ersten Funkgeräte bei Ducretet. Zu Beginn des 20. Jahrhunderts war Ducretet einer der wenigen Hersteller von Funkgeräten und Zubehör, der dem damals in diesem Bereich führenden Italiener Guglielmo Marconi Konkurrenz machen konnte.

## Späte Jahre und nach seinem Tod
Im Alter von 64 Jahren gab er im Jahre 1908 auch aufgrund einer Erkrankung die Leitung seines Unternehmens ab an seinen Sohn Ferdinand (1888–1928) und seinen langjährigen Chefingenieur Ernest Roger. Die Firma trat fortan als Ducretet-Roger auf. Sein Bruder Pierre, Offizier der Infanterie, fiel 1915 bei Verdun. Im selben Jahr starb Ducretet in Paris. 
Zu Lebzeiten von Ducretet lag der Schwerpunkt seiner Produkte in gewerblichen Bereich. Dies änderte sich im Jahre 1931, als die Firma übernommen wird von dem von Elihu Thomson gegründeten Elektrokonzern und fortan unter Ducretet-Thomson firmiert. Ab dieser Zeit werden in großer Zahl Radios und (nach dem Zweiten Weltkrieg) auch Fernsehgeräte und Autoradios gebaut. Die ersten Transistorradios kommen 1957 unter dem Namen Ducretet-Thomson auf den Markt, unter anderem das Kofferradio TR854. Später verschwindet der Name Ducretet in dem Konzern Thomson.